# Port lotniczy Mejit
Port lotniczy Mejit (IATA: MJB) – port lotniczy zlokalizowany na wyspie Mejit (Wyspy Marshalla).